# Томас Міган

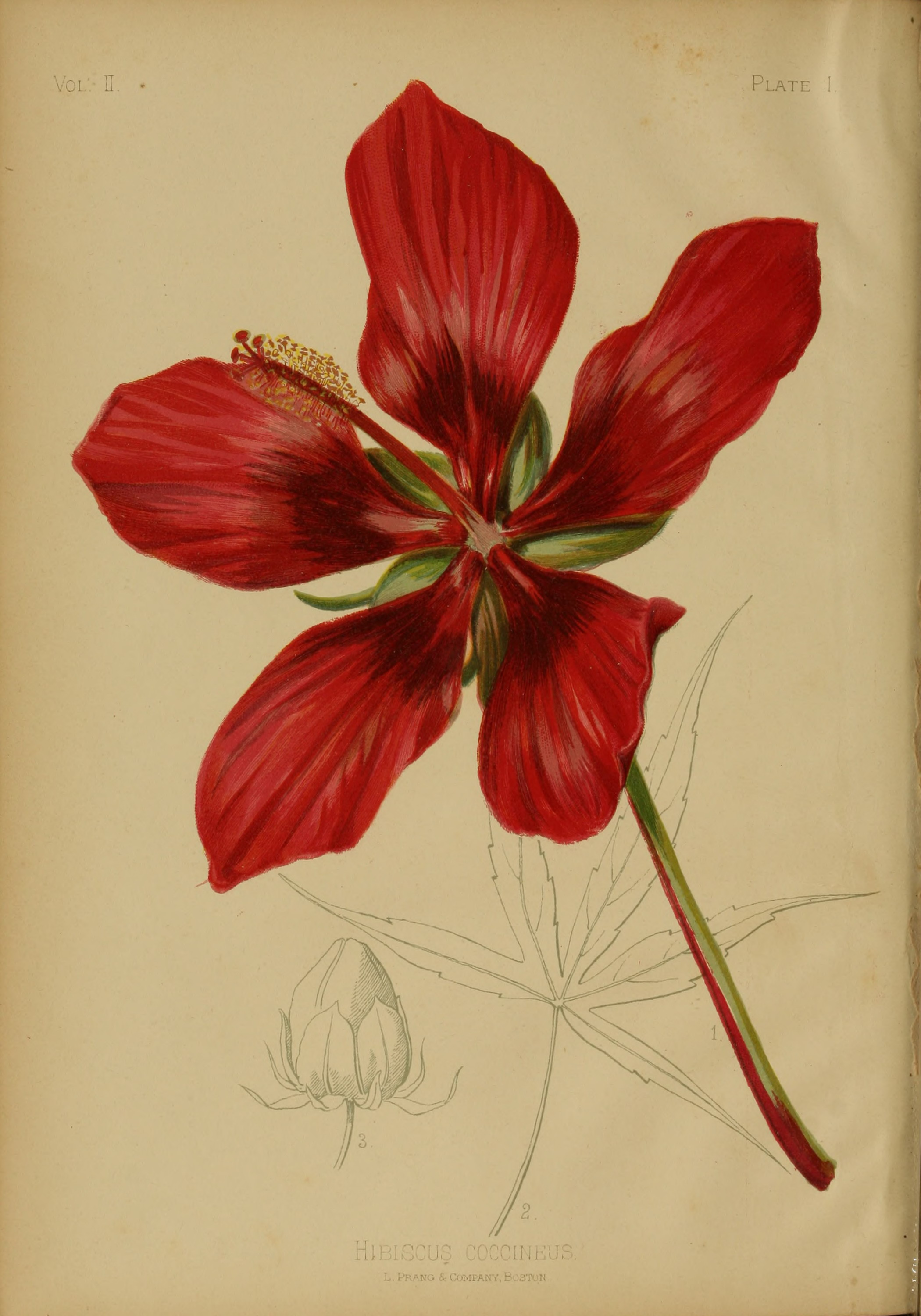
Hibiscus coccineusБотанічна ілюстрація Алоїса Лунцера з книги The Native Flowers and Ferns of the United States, Volume II by Thomas Meehan

Томас Міган (англ. Thomas Meehan; 21 березня 1826 – 19 листопада 1901), відомий американський ботанік та автор британського походження, меценат. Член Американського помологічного товариства.

## Біографія
Томас Міган народився 21 березня 1826 року у Поттерс Барі, Міддлсекс.
Міган виріс на острові Вайт. Його інтерес до рослин був викликаний його батьком, який був садівником. Його перша ботанічна публікація з'явилася, коли йому було чотирнадцять років. Його знання та навички привели його Королівські ботанічні сади в К'ю, де він працював садівником з 1846 до 1848 року під керівництвом Вільяма Джексона Гукера.
У 1848 році Міган перебрався до Філадельфії, де працював у ботанічному саду Бартрама (англ. Bartram's Garden), найстарішому ботанічному саду в Північній Америці.
Разом із Вільямом Сондерсом Міган започаткував розплідник рослин у Джермантауні поруч Філадельфії, де він жив зі своєю родиною до кінця свого життя. Коли його бізнес з Сондерсом закінчився, він далі працював разом із братом та трьома синами. У 1896 році розплідник отримав назву Thomas Meehan & Sons. Міган та його сім'я поставляли рослини для Сполучених Штатів та Європи протягом семи десятиліть, розплідник займав понад 60 га в ХХ столітті.
Томас Міган був засновником журналу 'Meehan’s Monthly (1891–1901) та редактором Gardener’s Monthly (1859–1888).
Помер Томас Міган 19 листопада 1901 року у Джермантауні, Філадельфія.

## Публікації
- 'The American Handbook of Ornamental Trees (Philadelphia, 1853)
- The Native Flowers and Ferns of the United States , 4 vols. (1878–1880) Thomas Meehan, Alois Lunzer (1840–?) and lithographed by Louis Prang (1824–1909) (Boston 1879)
- Wayside Flowers (1881)
- Contributions to the Life History of Plants (16 parts) (Proceedings of the Natural Academy of Sciences, 1887–1902).